# Università di medicina, farmacia, scienze e tecnologia di Târgu Mureș
L'Università di medicina, farmacia, scienze e tecnologia di Târgu Mureș è un'università pubblica rumena, con sede a Târgu Mureș e fondata nel 1945. Si tratta di una delle cinque università storiche (istituite prima della Rivoluzione del 1989) di medicina in Romania, insieme a quelle di Cluj, Bucarest, Timișoara e Iași. 

## Storia
L'Università ha la sua origine nel 1565, quando la Dieta della Transilvania decise di istituire un collegio medico nella libera città reale di Cluj. Con un decreto del 12 maggio 1581, fu deciso di istituire un collegio di Gesuiti, tuttavia questo non ebbe una lunga esistenza; nel 1774, infatti, il collegio fu sostituito da un altro collegio organizzato ed amministrato dagli Scolopi. Il 12 ottobre 1872, l'imperatore Francesco Giuseppe I d'Austria fondò l'Università Reale Ungherese Francesco Giuseppe, con insegnamento in lingua ungherese di cui faceva parte la facoltà di medicina.
Nel 1919, dopo l'unione della Transilvania alla Romania, le autorità reali rumene decisero di trasformare l'istituto in una scuola militare che permase tale sino al 1940. Dopo il secondo arbitrato di Vienna, il Ministero della difesa nazionale di Budapest (in ungherese Honvédelmi Minisztérium) decise la ripresa dell'attività originaria. 
Sempre nel 1940 tornò a Cluj anche una parte dell'Università Francesco Giuseppe I, rifugiata nel 1919 a Seghedino, la quale, nel 1945 fu ribattezzata con il nome di Università Bolyai. Nel 1945 le autorità rumene decisero il ritorno a Cluj dell'Università Ferdinando I, ribattezzata Università Victor Babeș, rifugiata nel 1940 a Sibiu. Le autorità per evitare la creazione di due università di medicina, una in lingua rumena e una in lingua ungherese a Cluj, decisero di spostare con il decreto-legge nr.407 del 28 maggio 1946 del Re Michele I di Romania la facoltà di medicina dell'Università Bolyai a Târgu Mureș, nell'edificio che in passato ospitò il liceo militare. In principio l'educazione era solo in lingua ungherese, successivamente nel 1962, con la modifica della legge d'istruzione del regime comunista fu fondata anche la sezione in lingua rumena. Attualmente l'Università ha tre sezioni di insegnamento in rumeno, ungherese e inglese. Nel 2018 l'Università di Medicina e Farmacia (UMF) di Târgu Mureș ha assorbito l'Università Petru Maior, cambiando nome e ampliando l'offerta formativa. Nel 2019 l'Università viene intitolata a George Emil Palade.